# Мезія сріблястощока
Ме́зія сріблястощока (Leiothrix argentauris) — вид горобцеподібних птахів родини Leiothrichidae. Мешкає в Гімалаях і Південно-Східній Азії. Виділяють низку підвидів.

## Опис
Довжина птаха становить 18 см. Голова чорна, щоки сріблясто-сірі. Лоб жовтий, горло і груди яскраво-жовто-оранжеві. Верхня частина тіла і хвіст оливкові. Крила жовті з яскравим, темно-червоним дзеркальцем. У самців гузка і нижні покривні пера хвоста червоні, у самиць — оранжеві. Очі червоні, дзьоб оранжевий, лапи жовті.

## Підвиди
Виділяють дев'ять підвидів:
- L. a. argentauris (Hodgson, 1837) — центральні і східні Гімалаї, північна М'янма і південно-західний Китай;
- L. a. aureigularis (Koelz, 1953) — південний Ассам і західна М'янма;
- L. a. vernayi (Mayr & Greenway, 1938) — північно-східний Ассам, північна М'янма і південний Китай;
- L. a. galbana (Mayr & Greenway, 1938) — східна М'янма і північно-західний Таїланд;
- L. a. ricketti (La Touche, 1923) — південний Китай і північний Індокитай;
- L. a. cunhaci (Robinson & Kloss, 1919) — південний Індокитай;
- L. a. tahanensis (Yen, 1934) — Малайський півострів;
- L. a. rookmakeri (Junge, 1948) — північно-західна Суматра (Ачех);
- L. a. laurinae Salvadori, 1879 — Суматра (за винятком північного заходу).

## Поширення і екологія
Сріблястощокі мезії мешкають в Індії, Непалі, Бутані, М'янмі, Китаї, Таїланді, В'єтнамі, Лаосі, Камбоджі, Малайзії і Індонезії. Були інтродуковані в Гонконзі. Вони живуть у вологих тропічних лісах, чагарникових заростях і на плантаціях. Живляться комахами, їх личинками, плодами і насінням. В негніздовий період утворюють зграї до 30 птахів. Сезон розмноження триває з листопада по серпень. Гніздо чашоподібне, робиться з бамбука і сухого листя. Воно будується парою птахів і розміщується в чагарниках на висоті до 2 м над землею. В кладці від 2 до 5 яєць, які насиджуються самицями і самцями по черзі. Інкубаційний період триває 13-14 днів. Пташенята покриваються пір'ям на 12 день. Батьки продовжують піклуватися про них ще 22 дні.